# Associazione Sportiva Taranto 1974-1975
Questa voce raccoglie le informazioni riguardanti l'Associazione Sportiva Taranto nelle competizioni ufficiali della stagione 1974-1975.

## Rosa
| N. |                   | Ruolo | Calciatore         |
| -- | ----------------- | ----- | ------------------ |
|    | Italia (bandiera) | C     | Luigi Alpini       |
|    | Italia (bandiera) | C     | Luciano Aristei    |
|    | Italia (bandiera) | D     | Giovanni Bertini   |
|    | Italia (bandiera) | D     | Mario Biondi       |
|    | Italia (bandiera) | P     | Luigi Boni         |
|    | Italia (bandiera) | D     | Adriano Capra      |
|    | Italia (bandiera) | C     | Romano Cazzaniga   |
|    | Italia (bandiera) | C     | Gualtiero De Bono  |
|    | Italia (bandiera) | C     | Franco Delli Santi |
|    | Italia (bandiera) | A     | Carlo Jacomuzzi    |
|    | Italia (bandiera) | C     | Pierluigi Lambrugo |
|    | Italia (bandiera) | A     | Mauro Listanti     |
|    | Italia (bandiera) | C     | Luigi Miccoli      |

| N. |                   | Ruolo | Calciatore          |
| -- | ----------------- | ----- | ------------------- |
|    | Italia (bandiera) | C     | Adriano Morales     |
|    | Italia (bandiera) | A     | Giancarlo Morelli   |
|    | Italia (bandiera) | C     | Vincenzo Montefusco |
|    | Italia (bandiera) | D     | Giorgio Nardello    |
|    | Italia (bandiera) | A     | Tiziano Panozzo     |
|    | Italia (bandiera) | A     | Nicola Pompeano     |
|    | Italia (bandiera) | P     | Renzo Restani       |
|    | Italia (bandiera) | C     | Ivan Romanzini      |
|    | Italia (bandiera) | C     | Franco Selvaggi     |
|    | Italia (bandiera) | D     | Ubaldo Spanio       |
|    | Italia (bandiera) | D     | Paolino Stanzial    |
|    | Italia (bandiera) | D     | Nino Tocci          |

## Risultati

### Serie B

#### Girone di andata
| 29 settembre 1974 1ª giornata | Avellino | 0 – 0 | Taranto |  |

| 6 ottobre 1974 2ª giornata | Arezzo | 2 – 1 | Taranto |  |

| 13 ottobre 1974 3ª giornata | Taranto | 1 – 0 | Brescia |  |

| 20 ottobre 1974 4ª giornata | Pescara | 2 – 0 | Taranto |  |

| 27 ottobre 1974 5ª giornata | Taranto | 3 – 0 | Genoa |  |

| 3 novembre 1974 6ª giornata | Foggia | 1 – 1 | Taranto |  |

| 10 novembre 1974 7ª giornata | Taranto | 1 – 0 | Atalanta |  |

| 17 novembre 1974 8ª giornata | Verona | 4 – 0 | Taranto |  |

| 24 novembre 1974 9ª giornata | Taranto | 1 – 2 | Alessandria |  |

| 1º dicembre 1974 10ª giornata | Reggiana | 0 – 0 | Taranto |  |

| 8 dicembre 1974 11ª giornata | Taranto | 0 – 2 | Como |  |

| 15 dicembre 1974 12ª giornata | Perugia | 3 – 1 | Taranto |  |

| 22 dicembre 1974 13ª giornata | Taranto | 0 – 0 | Catanzaro |  |

| 5 gennaio 1975 14ª giornata | Sambenedettese | 1 – 0 | Taranto |  |

| 12 gennaio 1975 15ª giornata | Taranto | 1 – 0 | Novara |  |

| 19 gennaio 1975 16ª giornata | Taranto | 2 – 0 | Parma |  |

| 26 gennaio 1975 17ª giornata | Brindisi | 0 – 0 | Taranto |  |

| 2 febbraio 1975 18ª giornata | Taranto | 1 – 2 | Palermo |  |

| 9 febbraio 1975 19ª giornata | SPAL | 2 – 0 | Taranto |  |

#### Girone di ritorno
| 16 febbraio 1975 20ª giornata | Taranto | 0 – 0 | Avellino |  |

| 23 febbraio 1975 21ª giornata | Taranto | 0 – 0 | Arezzo |  |

| 2 marzo 1975 22ª giornata | Brescia | 0 – 1 | Taranto |  |

| 9 marzo 1975 23ª giornata | Taranto | 2 – 0 | Pescara |  |

| 16 marzo 1975 24ª giornata | Genoa | 0 – 0 | Taranto |  |

| 23 marzo 1975 25ª giornata | Taranto | 1 – 0 | Foggia |  |

| 30 marzo 1975 26ª giornata | Atalanta | 1 – 0 | Taranto |  |

| 6 aprile 1975 27ª giornata | Taranto | 1 – 1 | Verona |  |

| 13 aprile 1975 28ª giornata | Alessandria | 3 – 0 | Taranto |  |

| 20 aprile 1975 29ª giornata | Taranto | 1 – 0 | Reggiana |  |

| 27 aprile 1975 30ª giornata | Como | 3 – 0 | Taranto |  |

| 4 maggio 1975 31ª giornata | Taranto | 0 – 0 | Perugia |  |

| 11 maggio 1975 32ª giornata | Catanzaro | 1 – 1 | Taranto |  |

| 18 maggio 1975 33ª giornata | Taranto | 0 – 0 | Sambenedettese |  |

| 25 maggio 1975 34ª giornata | Novara | 1 – 1 | Taranto |  |

| 1º giugno 1975 35ª giornata | Parma | 2 – 1 | Taranto |  |

| 8 giugno 1975 36ª giornata | Taranto | 1 – 1 | Brindisi |  |

| 15 giugno 1975 37ª giornata | Palermo | 0 – 0 | Taranto |  |

| 22 giugno 1975 38ª giornata | Taranto | 1 – 0 | SPAL |  |

## Statistiche

### Statistiche di squadra
| Competizione | Punti | In casa | In casa | In casa | In casa | In casa | In casa | In trasferta | In trasferta | In trasferta | In trasferta | In trasferta | In trasferta | Totale | Totale | Totale | Totale | Totale | Totale | DR  |
| Competizione | Punti | G       | V       | N       | P       | Gf      | Gs      | G            | V            | N            | P            | Gf           | Gs           | G      | V      | N      | P      | Gf     | Gs     | DR  |
| ------------ | ----- | ------- | ------- | ------- | ------- | ------- | ------- | ------------ | ------------ | ------------ | ------------ | ------------ | ------------ | ------ | ------ | ------ | ------ | ------ | ------ | --- |
| Serie B      | 35    | 19      | 9       | 7       | 3       | 17      | 8       | 19           | 1            | 8            | 10           | 7            | 26           | 38     | 10     | 15     | 13     | 24     | 34     | -10 |
| Coppa Italia | 2     | 2       | 0       | 2       | 0       | 0       | 0       | 2            | 0            | 0            | 2            | 1            | 5            | 4      | 0      | 2      | 2      | 1      | 5      | -4  |
| Totale       |       | 21      | 9       | 9       | 3       | 17      | 8       | 21           | 1            | 8            | 12           | 8            | 31           | 42     | 10     | 17     | 15     | 25     | 39     | -14 |

### Statistiche dei giocatori
| Giocatore      | Serie B  | Serie B | Serie B     | Serie B    | Coppa Italia | Coppa Italia | Coppa Italia | Coppa Italia | Totale   | Totale | Totale      | Totale     |
| Giocatore      | Presenze | Reti    | Ammonizioni | Espulsioni | Presenze     | Reti         | Ammonizioni  | Espulsioni   | Presenze | Reti   | Ammonizioni | Espulsioni |
| -------------- | -------- | ------- | ----------- | ---------- | ------------ | ------------ | ------------ | ------------ | -------- | ------ | ----------- | ---------- |
| L. Alpini      | 3        | 0       | ?           | ?          | ?            | ?            | ?            | ?            | 3+       | 0+     | ?           | ?          |
| L. Aristei     | 32       | 3       | ?           | ?          | ?            | ?            | ?            | ?            | 32+      | 3+     | ?           | ?          |
| G. Bertini     | 3        | 0       | ?           | ?          | ?            | ?            | ?            | ?            | 3+       | 0+     | ?           | ?          |
| M. Biondi      | 30       | 0       | ?           | ?          | ?            | ?            | ?            | ?            | 30+      | 0+     | ?           | ?          |
| L. Boni        | 3        | -4      | ?           | ?          | ?            | ?            | ?            | ?            | 3+       | -4+    | ?           | ?          |
| A. Capra       | 32       | 0       | ?           | ?          | ?            | ?            | ?            | ?            | 32+      | 0+     | ?           | ?          |
| R. Cazzaniga   | 35       | -29     | ?           | ?          | ?            | ?            | ?            | ?            | 35+      | -29+   | ?           | ?          |
| G. De Bono     | 14       | 0       | ?           | ?          | ?            | ?            | ?            | ?            | 14+      | 0+     | ?           | ?          |
| F. Delli Santi | 10       | 0       | ?           | ?          | ?            | ?            | ?            | ?            | 10+      | 0+     | ?           | ?          |
| C. Jacomuzzi   | 29       | 7       | ?           | ?          | ?            | ?            | ?            | ?            | 29+      | 7+     | ?           | ?          |
| P. Lambrugo    | 19       | 0       | ?           | ?          | ?            | ?            | ?            | ?            | 19+      | 0+     | ?           | ?          |
| M. Listanti    | 26       | 5       | ?           | ?          | ?            | ?            | ?            | ?            | 26+      | 5+     | ?           | ?          |
| L. Miccoli     | 2        | 0       | ?           | ?          | ?            | ?            | ?            | ?            | 2+       | 0+     | ?           | ?          |
| A. Morales     | 1        | 0       | ?           | ?          | ?            | ?            | ?            | ?            | 1+       | 0+     | ?           | ?          |
| G. Morelli     | 26       | 1       | ?           | ?          | ?            | ?            | ?            | ?            | 26+      | 1+     | ?           | ?          |
| V. Montefusco  | 16       | 2       | ?           | ?          | ?            | ?            | ?            | ?            | 16+      | 2+     | ?           | ?          |
| G. Nardello    | 30       | 0       | ?           | ?          | ?            | ?            | ?            | ?            | 30+      | 0+     | ?           | ?          |
| T. Panozzo     | 1        | 0       | ?           | ?          | ?            | ?            | ?            | ?            | 1+       | 0+     | ?           | ?          |
| N. Pompeano    | 1        | 0       | ?           | ?          | ?            | ?            | ?            | ?            | 1+       | 0+     | ?           | ?          |
| R. Restani     | 1        | -1      | ?           | ?          | ?            | ?            | ?            | ?            | 1+       | -1+    | ?           | ?          |
| I. Romanzini   | 34       | 1       | ?           | ?          | ?            | ?            | ?            | ?            | 34+      | 1+     | ?           | ?          |
| F. Selvaggi    | 30       | 3       | ?           | ?          | ?            | ?            | ?            | ?            | 30+      | 3+     | ?           | ?          |
| U. Spanio      | 34       | 0       | ?           | ?          | ?            | ?            | ?            | ?            | 34+      | 0+     | ?           | ?          |
| P. Stanzial    | 33       | 1       | ?           | ?          | ?            | ?            | ?            | ?            | 33+      | 1+     | ?           | ?          |
| N. Tocci       | 5        | 1       | ?           | ?          | ?            | ?            | ?            | ?            | 5+       | 1+     | ?           | ?          |